# ケルトヴァ

タマル女王のケルトヴァ

ケルトヴァは、元々、ジョージアの王達や女王、司教や貴族などが使用していた書体の判、シール、または、サインである。